# Фосторія (Мічиган)
Фосторія (англ. Fostoria) — переписна місцевість (CDP) в США, в окрузі Тускола штату Мічиган. Населення — 664 особи (2020).

## Географія
Фосторія розташована за координатами 43°15′3″ пн. ш. 83°22′17″ зх. д. / 43.25083° пн. ш. 83.37139° зх. д. (43.250726, -83.371385).  За даними Бюро перепису населення США в 2010 році переписна місцевість мала площу 10,00 км², з яких 10,00 км² — суходіл та 0,00 км² — водойми.

## Демографія
Згідно з переписом 2010 року, у переписній місцевості мешкали 694 особи в 248 домогосподарствах у складі 189 родин. Густота населення становила 69 осіб/км².  Було 273 помешкання (27/км²).
Расовий склад населення:
| - 96,8 % — білих - 2,0 % — корінних американців - 0,1 % — азіатів |

До двох чи більше рас належало 1,0 %. Частка іспаномовних становила 0,7 % від усіх жителів.
За віковим діапазоном населення розподілялося таким чином: 27,4 % — особи молодші 18 років, 60,6 % — особи у віці 18—64 років, 12,0 % — особи у віці 65 років та старші. Медіана віку мешканця становила 37,3 року. На 100 осіб жіночої статі у переписній місцевості припадало 108,4 чоловіків;  на 100 жінок у віці від 18 років та старших — 108,3 чоловіків також старших 18 років.
Середній дохід на одне домашнє господарство  становив 51 626 доларів США (медіана — 45 185), а середній дохід на одну сім'ю — 54 984 долари (медіана — 45 263). За межею бідності перебувало 6,3 % осіб, у тому числі 10,8 % дітей у віці до 18 років та 8,4 % осіб у віці 65 років та старших.
Цивільне працевлаштоване населення становило 209 осіб. Основні галузі зайнятості: виробництво — 40,2 %, освіта, охорона здоров'я та соціальна допомога — 19,6 %, будівництво — 9,1 %, фінанси, страхування та нерухомість — 6,7 %.